# Ciclismo ai Giochi della XXXIII Olimpiade - BMX freestyle femminile
Le gare di BMX freestyle femminile ai Giochi della XXXIII Olimpiade di Parigi si sono svolte dal 30 al 31 luglio 2024 presso Place de la Concorde. Alla competizione hanno preso parte 12 atlete in rappresentanza di 10 nazioni.
La competizione è stata vinta dalla cinese Deng Yawen, mentre la statunitense Perris Benegas e l'australiana Natalya Diehm hanno ottenuto rispettivamente la medaglia d'argento e di bronzo.

## Formato di gara
Le gare di BMX freestyle sono suddivise in un turno di qualificazione e un turno finale, dove il primo vede coinvolte tutte le 12 cicliste mentre alla gara per le medaglie accedono solamente le migliori nove dopo il turno di qualificazione.
Nel turno di qualificazione, ognuna delle 12 atlete esegue due run ed il punteggio delle singole cicliste è dato dalla media dei punteggi ottenuti in queste due run. Il punteggio viene assegnato su una base da 0.00 a 99.99. Il valore del punteggio viene assegnato sulla base di alcuni indicatori come difficoltà dei trick, acrobazie eseguite, varietà, originalità, qualità nell’esecuzione e nell’atterraggio, ampiezza, fluidità, uso creativo del percorso, fattore di rischio e stile.
Concluso il turno di qualificazione, accedono alla finale solamente le prime nove atlete per punteggio ottenuto. Le posizioni ottenute dopo il turno di qualificazione vengono invertite per stilare l'ordine di partenza della gara finale: la nona classificata è la prima a gareggiare in finale mentre l’atleta con il punteggio più alto di qualificazione è l’ultima ad esibirsi. Anche nella finale ognuna delle cicliste in gara esegue due run, ma per definire la classifica finale viene conteggiato solamente il miglior punteggio ottenuto.

## Programma
| Data           | Ora (UTC+2) | Turno          |
| -------------- | ----------- | -------------- |
| 30 luglio 2024 | 13:25       | Qualificazioni |
| 31 luglio 2024 | 13:10       | Finale         |
| Fonte:         |             |                |

## Risultati

### Qualificazioni
Le prime nove migliori cicliste accedono alla finale.
| Pos.   | Ciclista               | Nazione       | Run 1 | Run 2 | Media | Note |
| ------ | ---------------------- | ------------- | ----- | ----- | ----- | ---- |
| 1      | Hannah Roberts         | Stati Uniti   | 91.80 | 91.10 | 91.45 | Q    |
| 2      | Deng Yawen             | Cina          | 90.36 | 91.70 | 91.03 | Q    |
| 3      | Sun Jiaqi              | Cina          | 88.00 | 87.66 | 87.83 | Q    |
| 4      | Perris Benegas         | Stati Uniti   | 86.20 | 84.68 | 85.44 | Q    |
| 5      | Iveta Miculyčová       | Rep. Ceca     | 83.60 | 85.33 | 84.46 | Q    |
| 6      | Queen Saray Villegas   | Colombia      | 81.60 | 87.25 | 84.42 | Q    |
| 7      | Macarena Perez Grasset | Cile          | 85.13 | 83.36 | 84.24 | Q    |
| 8      | Natalya Diehm          | Australia     | 81.66 | 86.12 | 83.89 | Q    |
| 9      | Laury Perez            | Francia       | 83.64 | 82.88 | 83.26 | Q    |
| 10     | Nikita Ducarroz        | Svizzera      | 79.04 | 80.53 | 79.78 |      |
| 11     | Charlotte Worthington  | Gran Bretagna | 79.20 | 78.82 | 79.01 |      |
| 12     | Kim Lea Müller         | Germania      | 75.80 | 80.10 | 77.95 |      |
| Fonte: |                        |               |       |       |       |      |

### Finale
| Pos.    | Ciclista               | Nazione     | Run 1 | Run 2 | MP    | Note |
| ------- | ---------------------- | ----------- | ----- | ----- | ----- | ---- |
| Oro     | Deng Yawen             | Cina        | 92.50 | 92.60 | 92.60 |      |
| Argento | Perris Benegas         | Stati Uniti | 83.40 | 90.70 | 90.70 |      |
| Bronzo  | Natalya Diehm          | Australia   | 88.80 | 87.70 | 88.80 |      |
| 4       | Queen Saray Villegas   | Colombia    | 64.80 | 88.00 | 88.00 |      |
| 5       | Macarena Perez Grasset | Cile        | 83.80 | 84.55 | 84.55 |      |
| 6       | Iveta Miculyčová       | Rep. Ceca   | 82.30 | 8.60  | 82.30 |      |
| 7       | Sun Jiaqi              | Cina        | 70.80 | 60.10 | 70.80 |      |
| 8       | Hannah Roberts         | Stati Uniti | 70.00 | 5.42  | 70.00 |      |
| 9       | Laury Perez            | Francia     | 2.80  | 64.30 | 64.30 |      |
| Fonte:  |                        |             |       |       |       |      |